# Monastero di Agios Ioannis Lampadistis
Il Monastero di Agios Ioannis Lampadistis è un monastero ortodosso di Cipro situato nei pressi del villaggio di Kalopanagiotis, nella zona centrale del massiccio del Troodos, sulle rive del fiume Shetrachos. Fa parte delle chiese affrescate della regione del Troodos, che sono state designate patrimonio mondiale dell'UNESCO dal 1985.

## Storia
Non si conosce la data di fondazione del monastero, che molto probabilmente ebbe luogo verso la fine del dominio veneziano a Cipro. Il monastero oggi non è attivo, ma è aperto al pubblico, ed è ora in mostra anche una collezione di icone.

## Descrizione

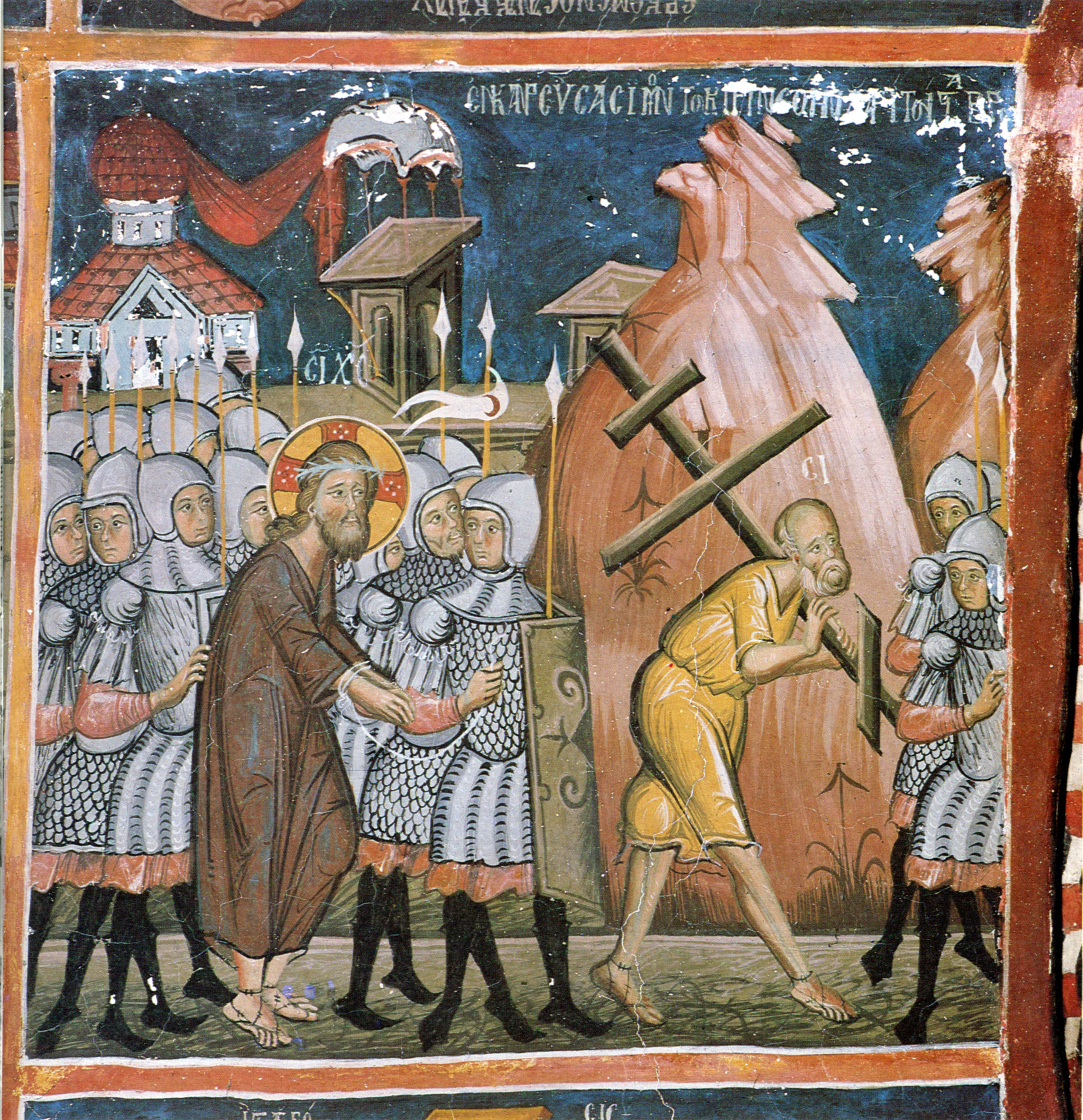
L'affresco della via crucis.

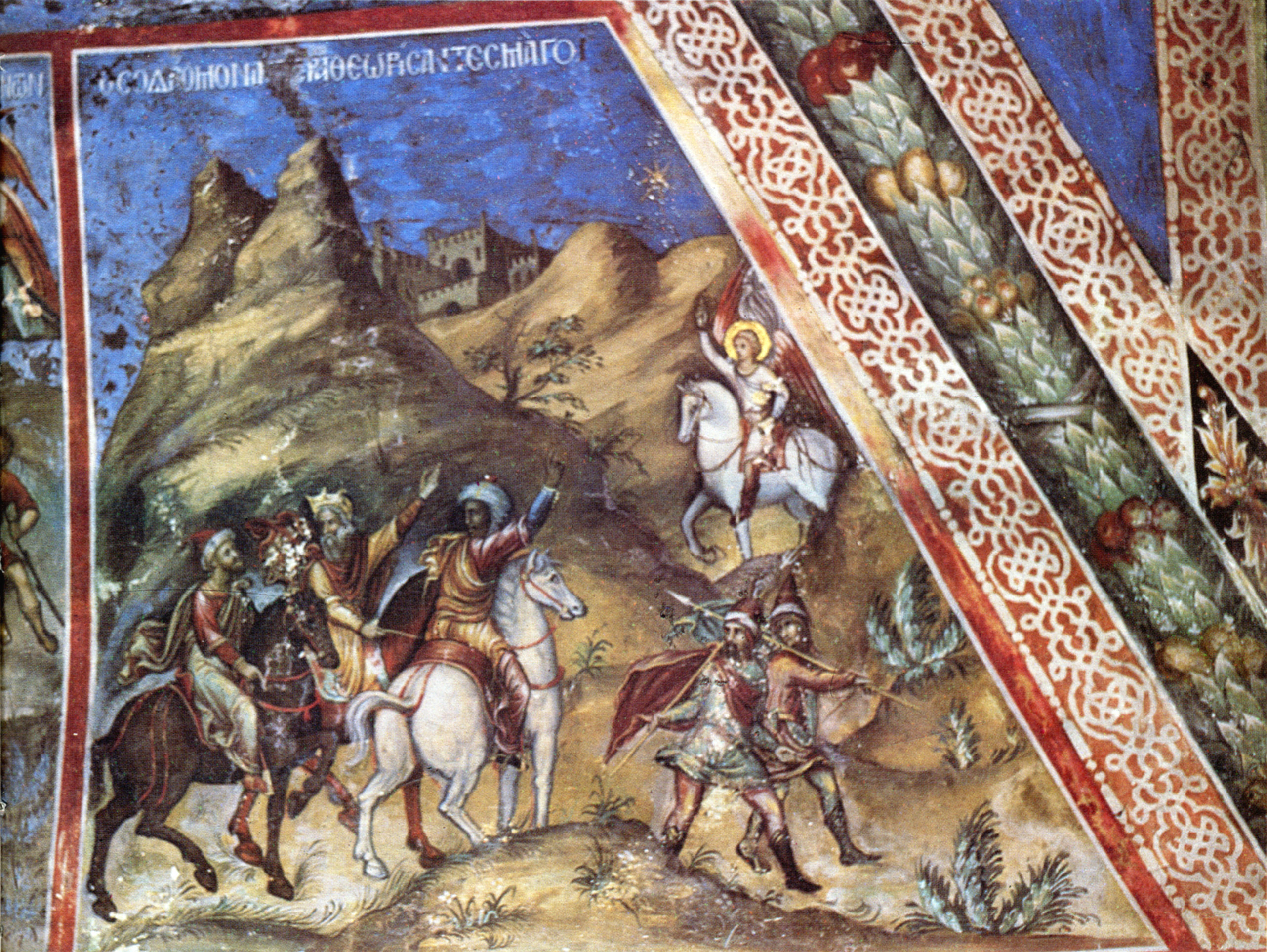
Partenza dei Magi

Il complesso di edifici faceva parte di un antico monastero dedicato a San Giovanni Lampadistis, un santo locale. Il complesso comprende tre chiese (San Giovanni Lampadistis, Sant'Eraclide e una cappella latina) e un nartece, tutti alloggiati sotto un unico tetto di ardesia. Esso appartiene alle chiese con tetti del Troodos. Gli affreschi che lo adornano vanno dal 13º al 16º secolo.
La chiesa di Sant'Eraclide è dedicata al primo vescovo di Tamassos, che si dice sia stato ordinato dagli apostoli Paolo e Barnaba nel 45 d.C. sulle rive dello Shetrachos. Essa è a pianta tetrastila a croce inscritta con una cupola. Risale all'XI secolo d.C. ed è la parte più antica del monastero. In un affresco del XIV secolo, i soldati romani che portano Gesù alla crocifissione sono raffigurati come cavalieri occidentali. Gli affreschi nella nicchia, che hanno come soggetto Barlaam, gli antichi saggi greci e la Vergine Blachernitissa, risalgono allo stesso periodo. Altri affreschi notevoli nella chiesa sono il Pantocratore con i Profeti e gli Evangelisti nella cupola, il Sacrificio di Isacco, la Crocifissione, l'Arcangelo Michele, l'Ascensione di Cristo e la Deesis, che risalgono al XIII secolo. Sul lato nord della chiesa ci sono due cappelle. La più antica è dedicata a San Giovanni Battista, costruita nel XII secolo e ricostruita all'inizio del XVIII secolo, per cui si conservano pochi affreschi antichi in due strati. Intorno al 1500 fu dipinta la "Cappella Latina", con rappresentazioni delle Beatitudini evangeliche. Quando i tre magi partono da est, un angelo indica la stella. È un capolavoro della pittura tridimensionale italiana post-bizantina. Si raggiunge un equilibrio perfetto con le due prodi figure con i loro berretti frigi che camminano in direzione opposta. Il nartece è adornato con affreschi del 15º secolo, in particolare la seconda venuta, Gesù e la Samaritana e la pesca miracolosa. Oltre agli affreschi, sono interessanti anche le iconostasi del monastero. Nel catholicon l'iconostasi risale al XIV-XV secolo, ma subì modifiche nel secolo successivo, mentre l'iconostasi di San Giovanni Lampadistis risale al XVII o XVIII secolo e le finestre a gradini al XIX secolo. Le iconostasi incorporano icone risalenti al 13º secolo. Inoltre, tra le due cappelle c'è un reliquiario d'argento dorato donato dall'arcivescovo Nikeforos dove è conservata la testa di Giovanni Lampadistis.

## Galleria d'immagini

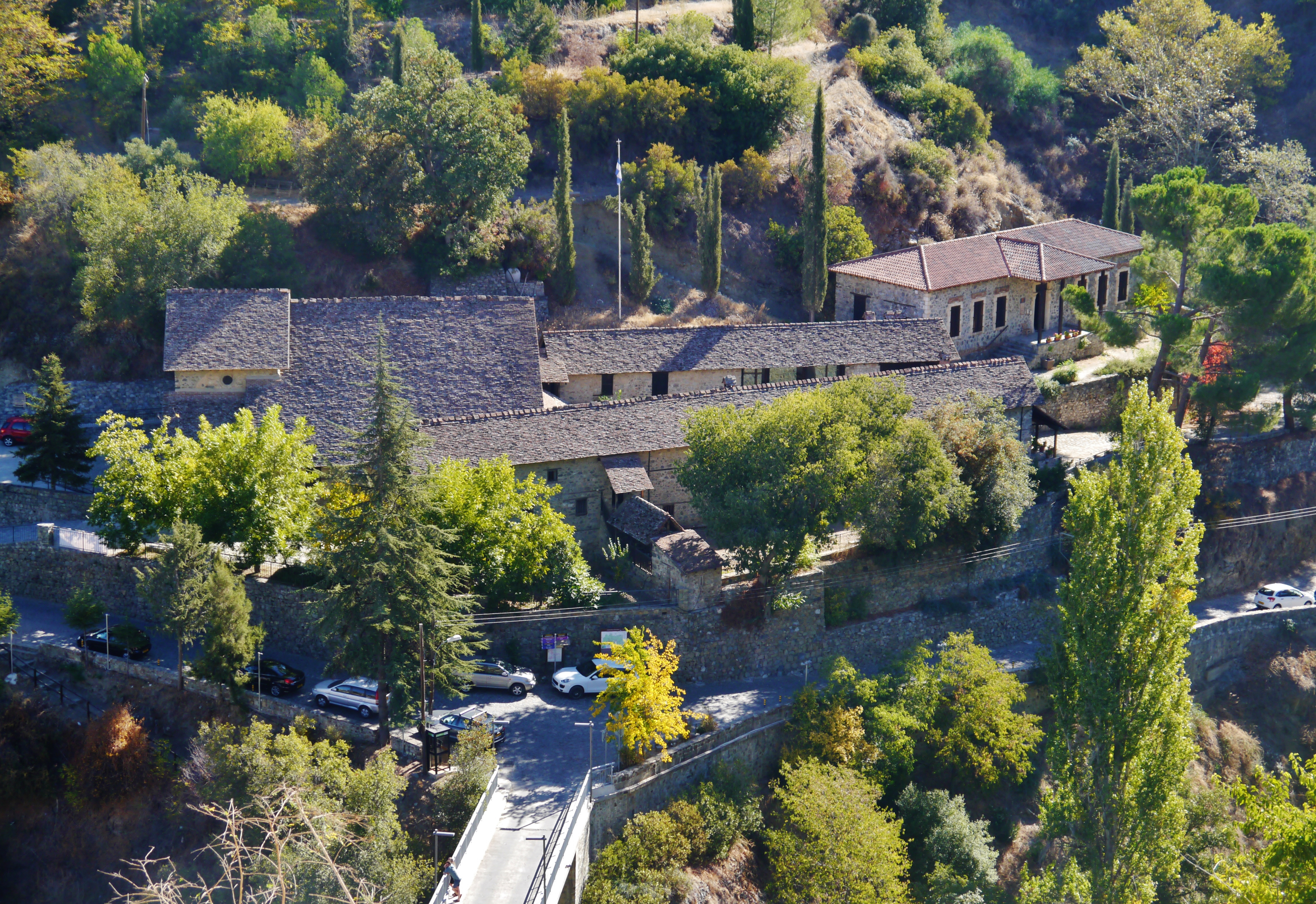
Vista generale del monastero
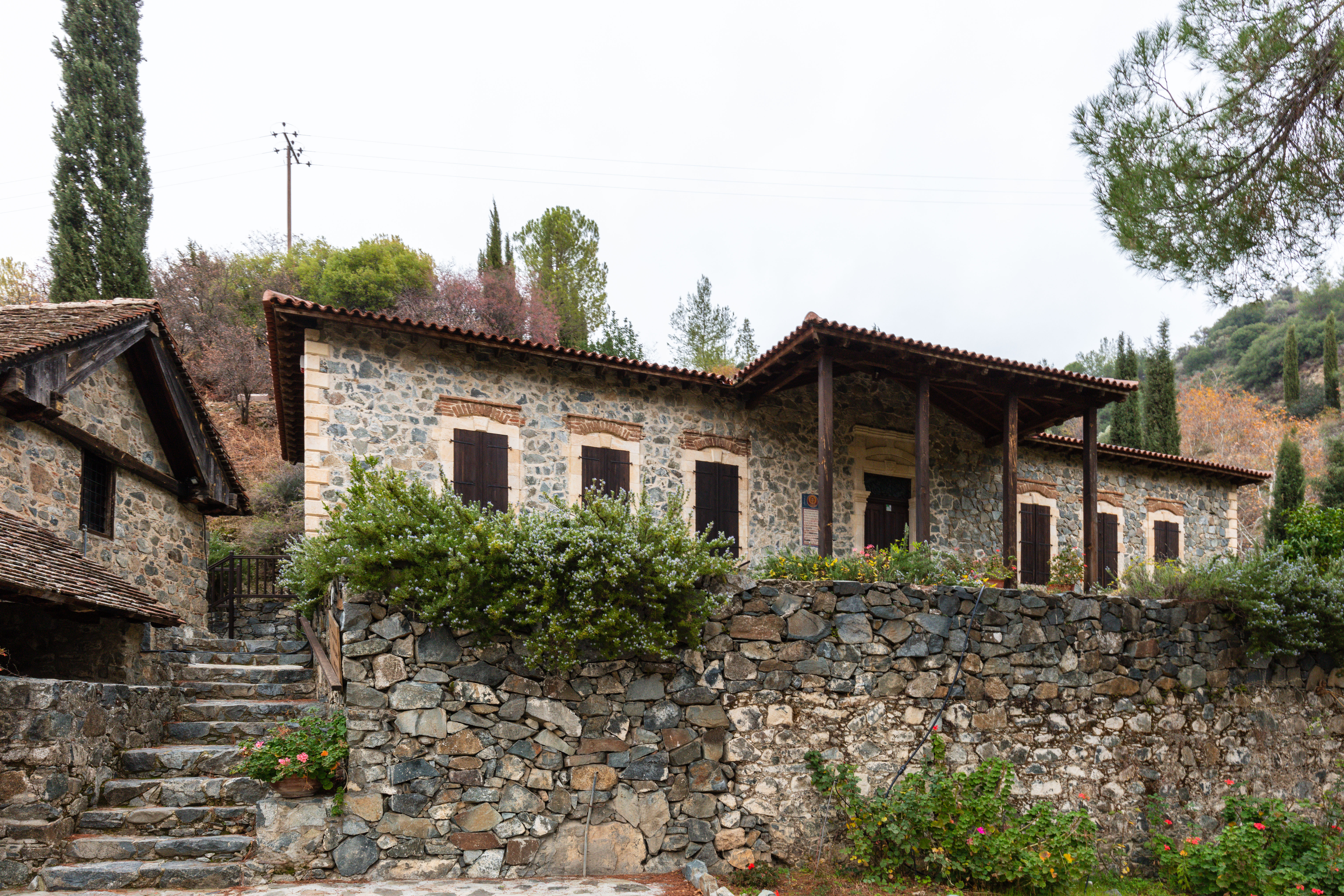
Vista esterna del monastero
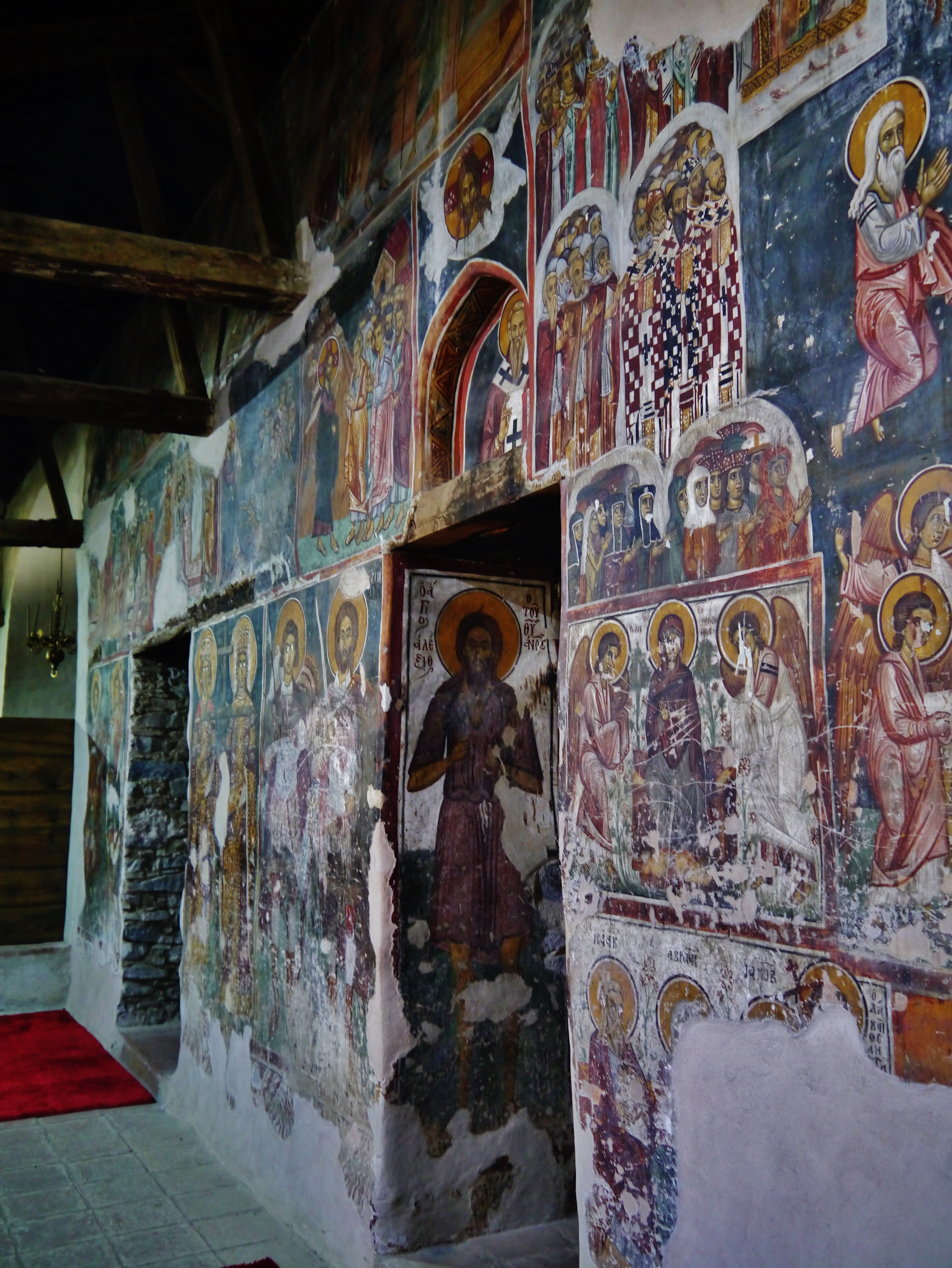
Il nartece del tempio
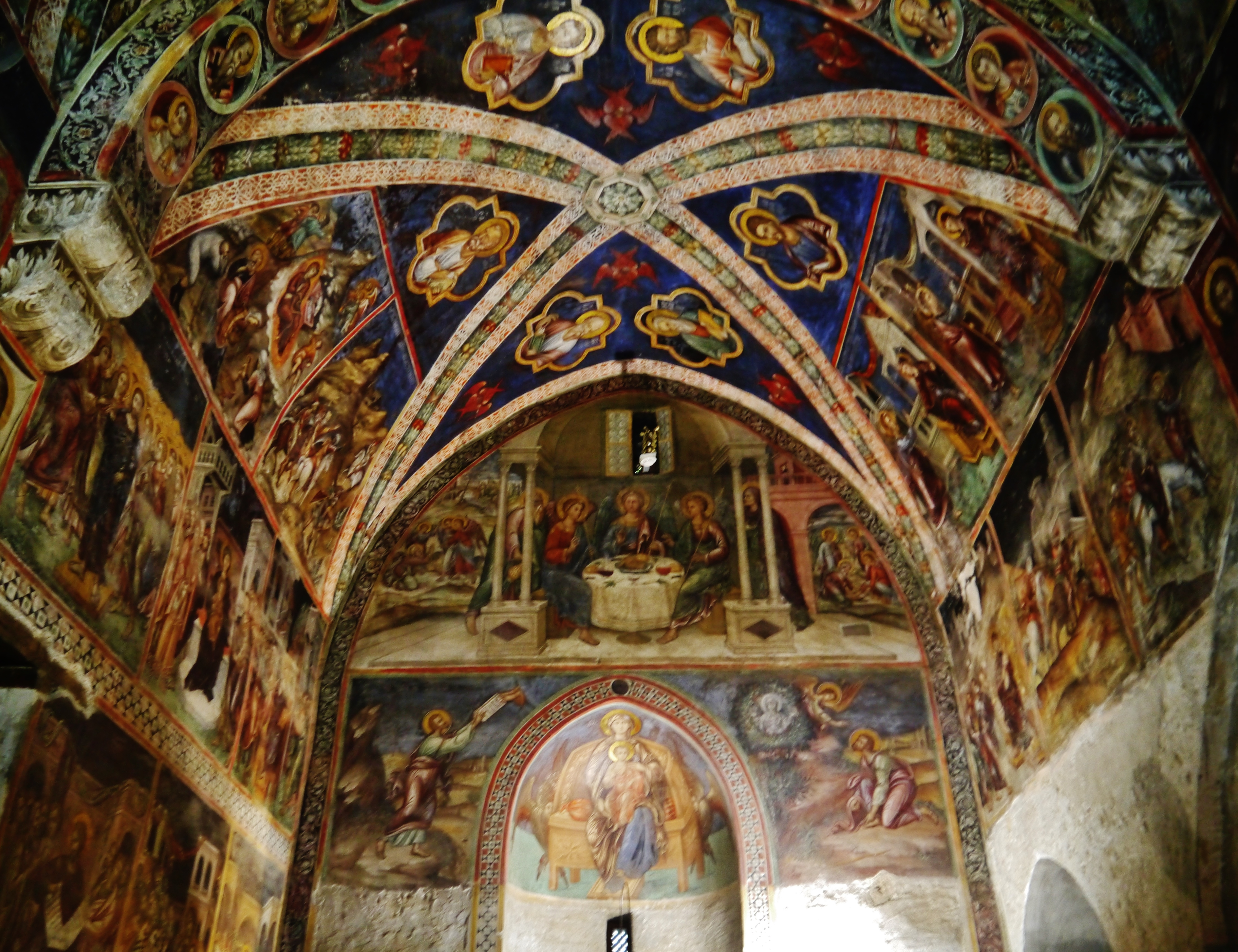
La Cappella Latina o Cappella delle Beatitudini
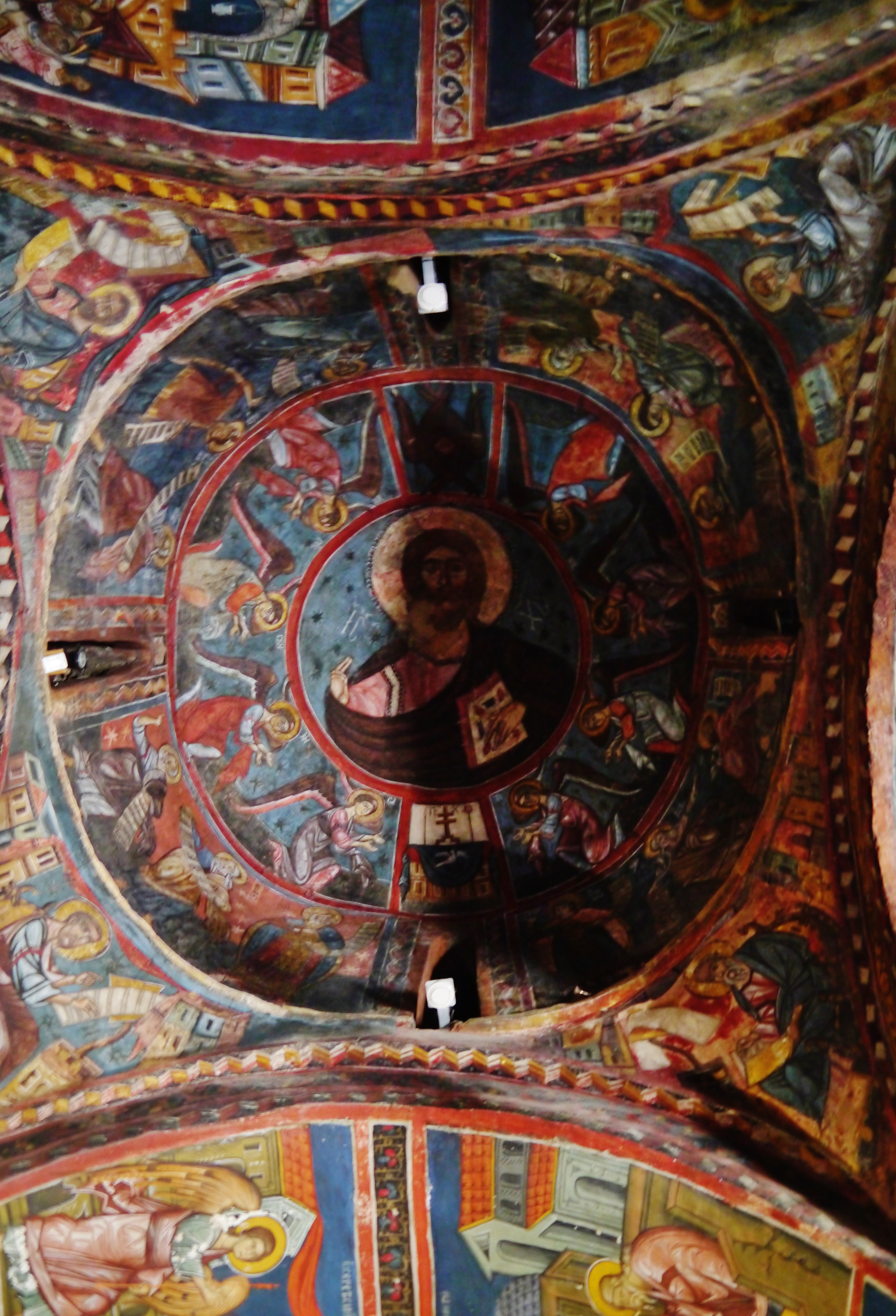
La cupola della chiesa